# Kroegöl
Kroegöl är en sjö i Nybro kommun i Småland och ingår i Alsteråns huvudavrinningsområde. Sjön har en area på 0,0544 kvadratkilometer och ligger 131,2 meter över havet.

## Delavrinningsområde
Kroegöl ingår i det delavrinningsområde (632388-150285) som SMHI kallar för Utloppet av Boasjö. Medelhöjden är 136 meter över havet och ytan är 15,54 kvadratkilometer. Det finns inga avrinningsområden uppströms utan avrinningsområdet är högsta punkten. Bäsebäck som avvattnar avrinningsområdet har biflödesordning 3, vilket innebär att vattnet flödar genom totalt 3 vattendrag innan det når havet efter 66 kilometer. Avrinningsområdet består mestadels av skog (83 procent). Avrinningsområdet har 1,69 kvadratkilometer vattenytor vilket ger det en sjöprocent på 10,9 procent.